# Deyan Sudjic
 (janvier 2017).
Deyan Sudjic, né en 1952 à Londres de parents yougoslaves, est un journaliste britannique, directeur du Design Museum de Londres depuis 2006.

## Biographie
Il est codirecteur de la commission sur l’histoire de l’urbanisme. Il a été doyen de la faculté d’Art, d’Architecture et de Design à l’Université Kingston. Il fut critique d’architecture et design pour l’hebdomadaire britannique The Observer de 2001 à 2005. En 2002, il a été directeur de la Biennale de Venise. Il a enseigné l’histoire du design dans le cadre du premier cycle d’enseignement de la Universität für angewandte Kunst Wien (Vienne) en tant que professeur invité.
Il a assuré la charge de rédacteur en chef du magazine Domus de 2000 à 2005. Il est rédacteur en chef fondateur du magazine Blueprint (créé en 1984). En 2003, il est fait membre de l’institut royal des architectes britanniques. En 2004, il a reçu la médaille du bicentenaire de la Royal Society of Arts.

## Publications

### Livres
- Ettore Sottsass and the Poetry of Things. Phaidon, 2015.  (ISBN 9780714869537)
- B is for Bauhaus. Particular Books(an imprint of Penguin), 2014.  (ISBN 9780140515930)
- Norman Foster: A Life in Architecture, London, Weidenfeld, 2010.  (ISBN 978-0-29785-868-3)
- The Language of Things: Understanding the World of Desirable Objects, W.W. Norton, 2009  (ISBN 9780393070811)
- The Edifice Complex: How the Rich and Powerful Shape the World. Published by Penguin, 2006.  (ISBN 0-14-101672-8)
- Future Systems. Published by Phaidon, 2006.  (ISBN 0-7148-4469-1)
- John Pawson Themes and Projects. Published by Phaidon, 2004.  (ISBN 0-7148-4452-7)
- Norman Foster and the British Museum (edited with Spencer De Grey, authored by Norman Foster. Published by Prestel Verlag, 2001.  (ISBN 3-7913-2541-8)
- Ron Arad. Published by Laurence King Publishing, 2001.  (ISBN 1-85669-258-2)
- The 100 Mile City. Published by Harcourt, 1993.  (ISBN 0-15-642357-X)
- Cult Objects. Published by Paladin Books, 1985.  (ISBN 0-586-08483-5)

### Articles
- Building an audience for architecture. Publié dans le magazine The Observer le 20 janvier 2011.
- When is a museum not a museum? When it's a Möbius strip… Publié dans le magazine The Observer le 7 février 2010.
- Jan Kaplický. Publié dans le magazine The Observer le 16 janvier 2009.
- But is it art? Publié dans le magazine The Observer le 6 décembre 2008.
- Cities on the edge of chaos. Publié dans le magazine The Observer le 9 mars 2008.
- Lucid in the sky with diamonds. Publié dans le magazine The Observer le 8 janvier 2006.
- Is modernism dangerous? Publié dans le magazine The Observer le 9 avril 2006.